# Fungiidae
Fungiidae — семейство стрекающих (Cnidaria). Включает 25 видов.

## Описание
Как правило, одиночные виды. Морские донные животные, способные к донному передвижению. Некоторые виды (Fungia repanda и Ctenactis echinata) способны менять пол.

## Роды
- Ctenactis
- Cycloseris
- Diaseris
- Fungia
- Halomitra
- Heliofungia
- Herpolita
- Lithophyllon
- Podabacia
- Polyphyllia
- Sandalolitha
- Zoopilus

### Известные виды
- Один из видов, Heliofungia actiniformis, можно легко принять за актинию, так как его щупальца остаются видны в течение дня[4].
- Fungia scruposa ест мелкий планктон диаметром 0,2—0,4 мм, но может охотиться на медуз Aurelia aurita[5][6].